# Can Riera (Barcelona)
Can Riera és una masia situada en un terreny delimitat pels carrers de Santander i Bonaventura Gispert i el camp del Centenari de la Unió Esportiva Sant Andreu, al barri de la Verneda i la Pau de Barcelona, inclosa en l'Inventari del Patrimoni Arquitectònic de Catalunya.

## Història
El cultiu fonamental de la masia era la vinya, destruïda el 1877 per la fil·loxera; amb la plaga, les terres es van dedicar a conrear verdures i hortalisses, explotades per pagesos locals fins a finals de la dècada del 1980, moment en què van deixar de ser rendibles. A la dècada següent les terres es van vendre per fer un aparcament de camions, ús que manté avui dia, i es van destruir totes les canalitzacions i l'enorme bassa d'aigua de la finca, juntament amb els dos pous que hi havia.
El 2010, la parcel·la de 192.852 m² es va veure afectada per la Modificació del Pla General Metropolità (MPGM) al sector Prim, promoguda per la societat Barcelona-Sagrera Alta Velocitat, formada per l'Ajuntament, la Generalitat i el Ministeri de Foment i que preveia construir 3.509 pisos en edificis de fins a 18 pisos d'altitud, el 45% dels quals serien protegits o tutelats, i que donarien cabuda a unes 7.700 persones. Una plataforma de veïns de la Sagrera i de Sant Martí, Apropat (Agrupació per la Protecció del Patrimoni), creada el novembre del 2011 per veïns de les zones afectades per les obres de l'estació de la Sagrera, va reivindicar la preservació de la masia i un mur confrontant del segle xviii, que és l'últim tram supervivent de la Riera d'Horta, cap dels quals està protegit com a patrimoni avui dia. A través del grup municipal d'ICV-EUiA, es va instar a l'Ajuntament a estudiar el valor patrimonial del conjunt i la seva inclusió al Catàleg protegit de la ciutat, proposta que va ser acceptada i que va donar pas a l'inici del procés, segons el districte de Sant Martí.
Les dues persones que hi vivien en aquell moment es trobaven en un procés de desnonament. En morir l'últim masover, van reclamar la propietat de les seves estances en virtut de la usucapió o prescripció adquisitiva; tot i estar empadronats a la masia des de feia dues generacions, els seus contractes eren verbals i no hi havia factures de subministraments al seu nom, per la qual cosa no se'ls va donar la raó. Els inquilins en demanaven la rehabilitació i que la masia es dediqués a «alguna cosa que resulti útil per la gent del barri». Posteriorment, l'Ajuntament només va oferir una protecció de nivell D (bé d'interès documental), ja que consideraven que no tenia prou valor arquitectònic.
A causa de la crisi econòmica de 2008, l'execució del pla urbanístic no era imminent, cosa que va donar marge de temps als defensors de la masia per tal d'aconseguir aliances per a la seva lluita. L'agost del 2013, l'Ajuntament va rectificar i la va excloure de la MPGM, després d'any i mig de mobilitzacions veïnals en contra d'aquest, tot i que el futur de la masia encara era incert. Entre les diverses idees, hi havia crear horts urbans, una reivindicació històrica del barri, fer un museu amb les troballes arqueològiques de les obres del tren, ampliar el centre cívic, o bé convertir-lo en un centre de creació en homenatge a la Colla del Safrà, el grup de pintors del segle xix que estudiaven a la Llotja i anaven als suburbis a pintar els camps de Sant Martí, fugint de la burgesia, entre els quals hi havia Nonell, Mir i Canals.

## Edifici

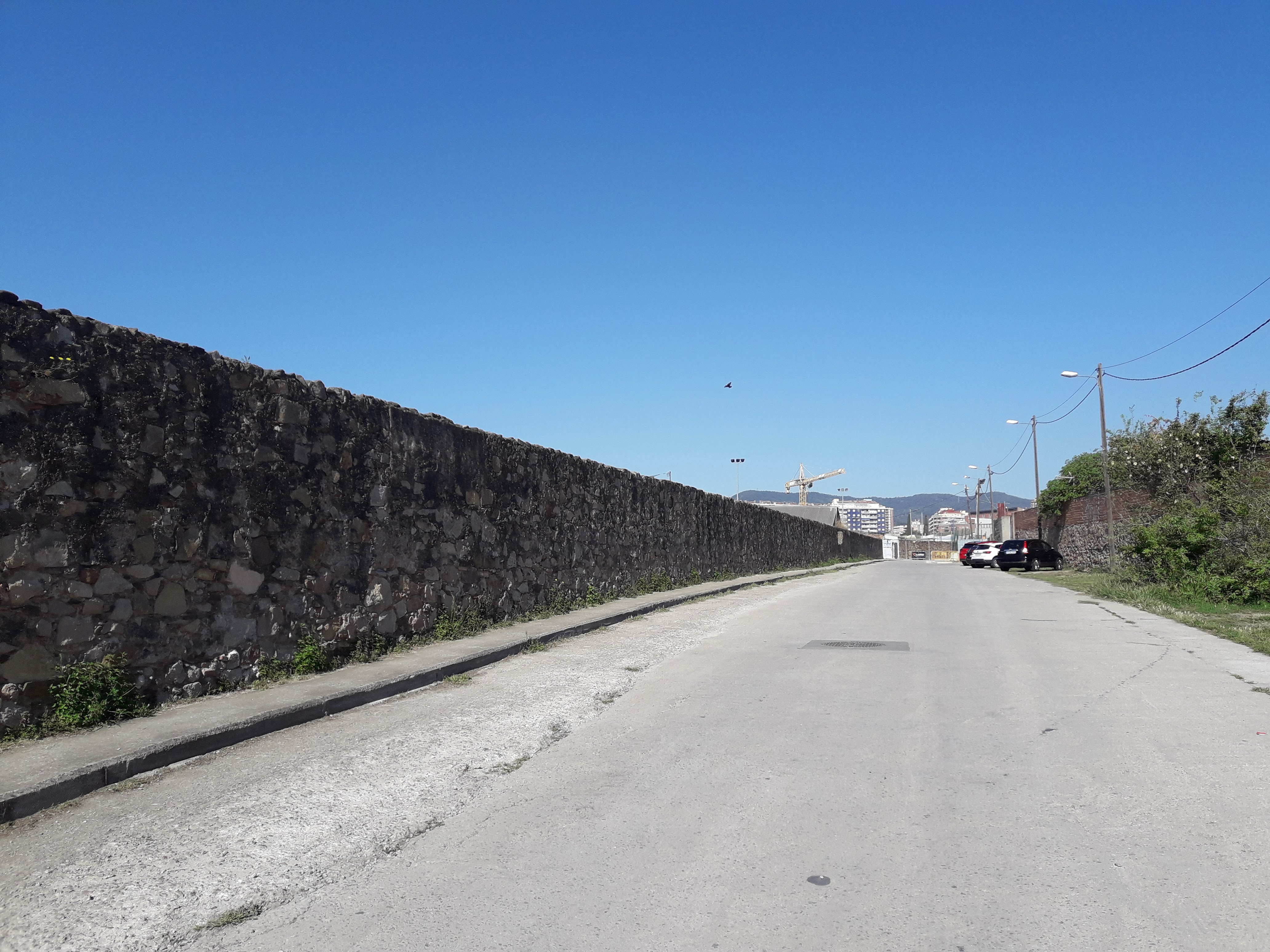
Muralla de Can Riera

A la façana hi ha dos rellotges solars que encara conserven les agulles i restes de la pintura original, i una placa de pedra a la portalada principal que informa que l'edifici va ser construït el 1574. També té una finestra gòtica, darrere la qual n'hi ha dos petits festejadors de pedra.
A la planta noble hi ha un ampli menjador, dues habitacions nobles amb dormitori segregat i mitja dotzena d'estances secundàries, mentre que a la planta baixa hi ha un generós vestíbul, dependències menors per al servei i una cuina original del segle xviii, amb una gran xemeneia de 2 m d'ample amb arc davanter de ferro, fogons de ceràmica per a carbó i rajoles decoratives. Al costat de la casa hi ha una segona construcció, més baixa, «una era per guardar la collita i batre el gra» segons un inventari del 1548, i a la part posterior hi ha part de dues tenalles ceràmiques per emmagatzemar vi, del segle xix, tot i que els darrers estudis indiquen que possiblement s'hagin reutilitzat per adobar pells.
La part posterior de la masia està protegida per una muralla, que donava a la riera d'Horta (actualment carrer de Bonaventura Gispert).